# Kretscham

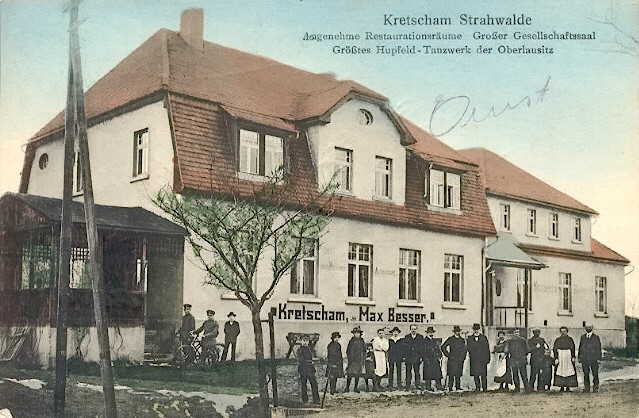
Historische Ansichtskarte des früheren Dorfgasthofes Kretscham Max Besser in Strahwalde in der Oberlausitz (um 1901)

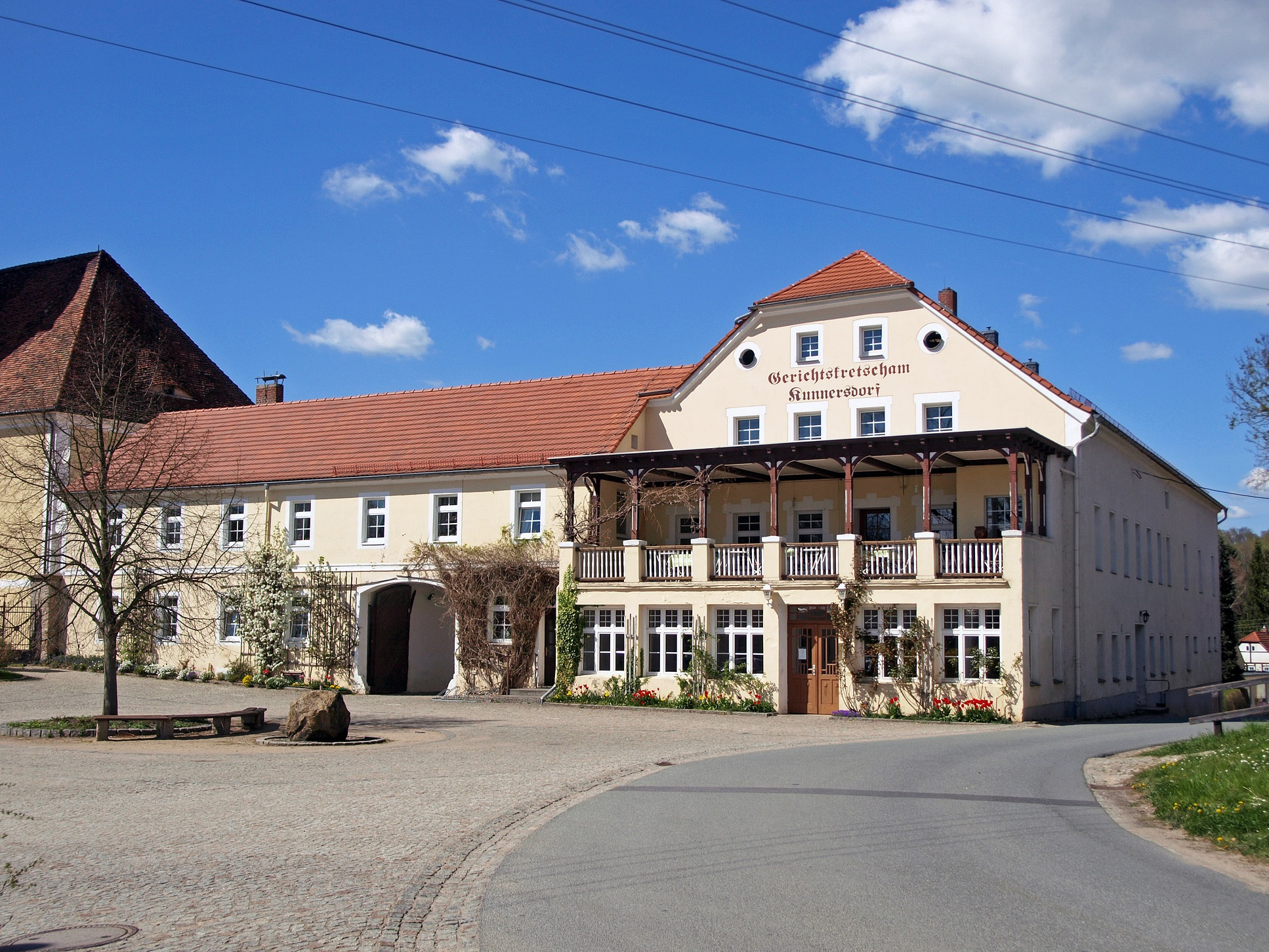
Gerichtskretscham in Kunnersdorf

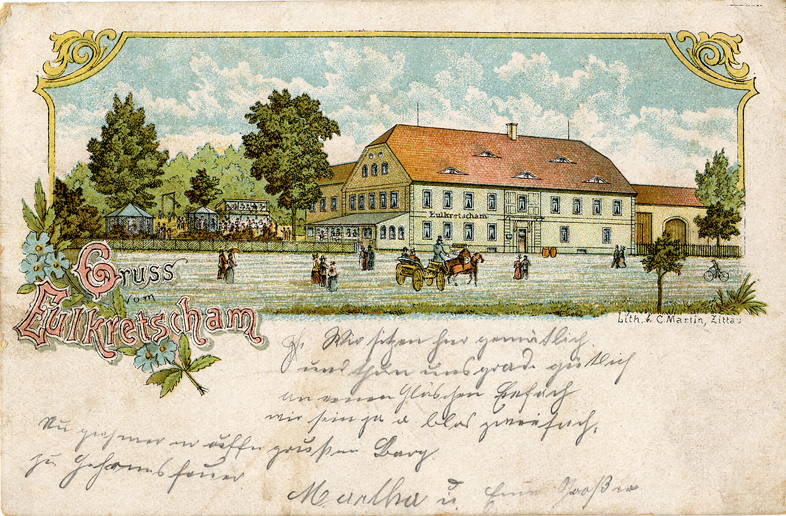
Eulkretscham in Euldorf (um 1900)

Der Kretscham, entlehnt aus dem (rekonstruierten) altsorbischen Wort *krč’ma „Schenke, Kneipe, Krug“ (vgl. sorbisch korčma, polnisch karczma, tschechisch krčma, rumänisch cârciumă, spät-mittelhochdeutsch kretscheme, Oberlausitzer Mundart Kraatschn, schlesisch Kratschem, jiddisch קרעצהמע krečme), ist ein Dorfgasthaus bzw. eine Schänke, die häufig Sitz des mit der Schankgerechtigkeit bedachten Schultheißen und Gerichtsort des Dorfgerichts (Gerichtskretscham) war. Meist erhielten die Lokatoren dieses Recht.

## Hintergrund
Der Begriff Kretscham für einen Dorfgasthof ist in der Oberlausitz bis heute üblich und fand sich auch sehr häufig (s. u.) in der preußischen Provinz Schlesien. Der dazugehörende Wirt ist der Kretzschmar, Plural Kretzschmarn. Die Nachnamen Kretschmar, Kretschmer und Kretschmann werden davon abgeleitet. Orte mit dem Namensbestandteil Kretscham sind: Dreikretscham, Kretscham-Rothensehma, Kieferkretscham, Peiskretscham, Wasserkretscham und die Wüstung Kretscham (Krčma) bei Domašín.
Woith in Niederschlesien